# پایداری و مدیریت زیست‌محیطی

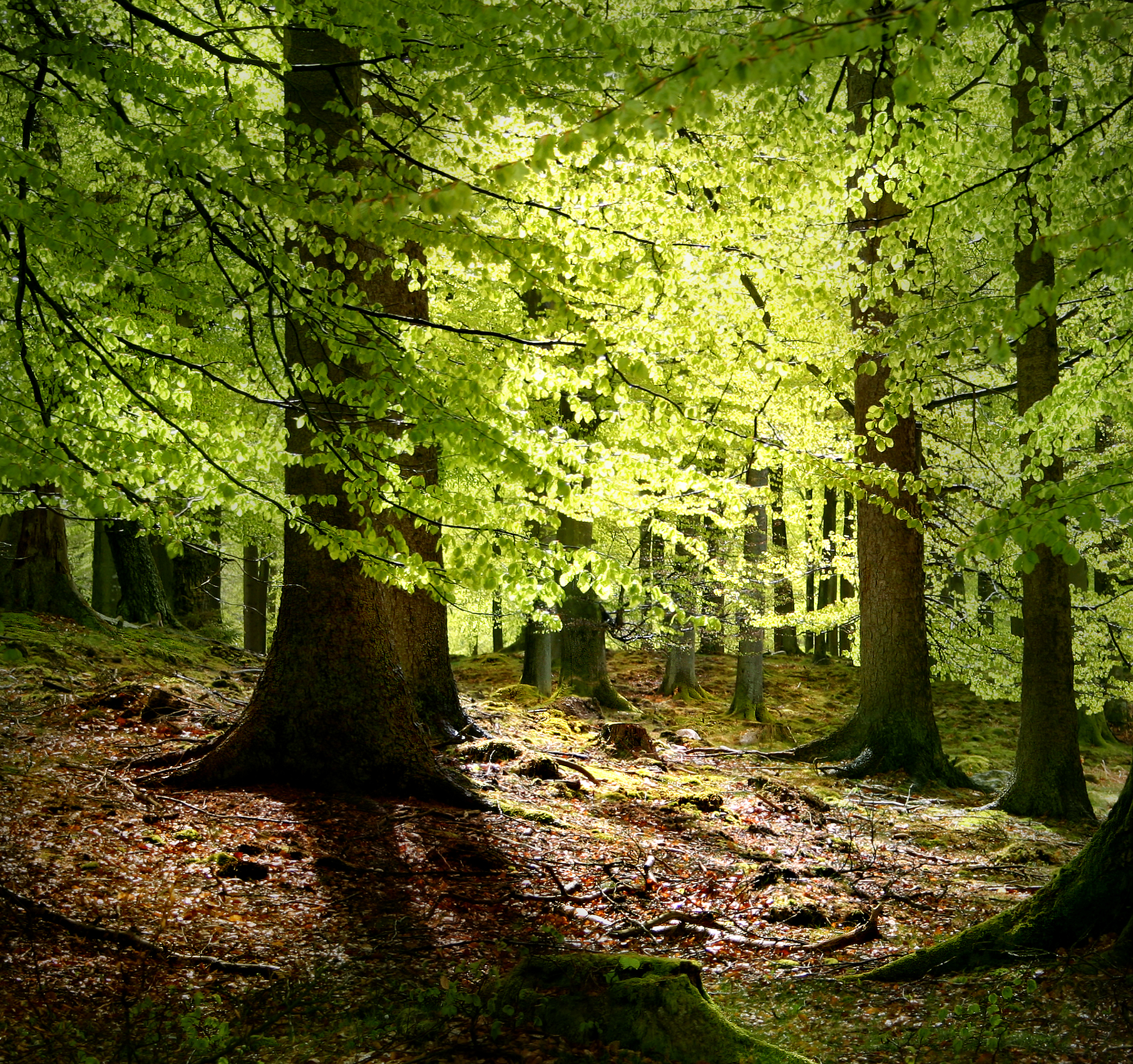
جنگل راش - Grib Skov، دانمارک

در مقیاس جهانی، پایداری و مدیریت زیست‌محیطی شامل مدیریت اقیانوس‌ها، سیستم‌های آب شیرین، زمین و جو، بر اساس اصول پایداری است.
تغییر کاربری سرزمین برای عملیات اساسی زیست‌کره است زیرا تغییرها در نسبت‌های نسبی زمین اختصاص داده شده به شهرنشینی، کشاورزی، جنگل، درختزار، علفزار و چراگاه، تأثیر قابل توجهی بر چرخه بیوژئوشیمیایی آب، کربن و نیتروژن جهانی دارد. مدیریت جو زمین شامل ارزیابی تمام جنبه‌های چرخه کربن برای شناسایی فرصت‌هایی برای رسیدگی به تغییرهای آب و هوایی ناشی از انسان است و این به دلیل اثرات فاجعه‌بار بالقوه بر تنوع زیستی و جوامع انسانی، به کانون اصلی تحقیقات علمی تبدیل شده‌است. الگوهای گردش اقیانوسی تأثیر زیادی بر اقلیم و آب و هوا و به نوبه خود، تأمین غذای انسان و دیگر جانداران دارد.